# Rebelión de Saga
La Rebelión de Saga (佐賀の乱 Saga no ran?) de 1874 fue uno de algunos levantamientos en Kyūshū en contra del nuevo Gobierno Meiji de Japón por parte de algunos miembros de la clase samurái. La rebelión fue comandada por Etō Shimpei y Shima Yoshitake en su dominio natal de la  Provincia Hizen.

## Contexto
Después de la Restauración Meiji de 1868, muchos miembros de la antigua clase samurái estaban disgustados con el rumbo que el país estaba tomando. El rápido proceso de adopción de rasgos e ideologías de la cultura occidental, sobre todo de potencias europeas (lo cual se conoce como "modernización" u "occidentalización") en el país significaba la abolición del privilegiado estatus social de la clase samurái, lo que había debilitado su posición financiera. Los cambios tan abruptos y masivos en la cultura japonesa, tales como la vestimenta, les resultaba a los samuráis como una traición del jōi ("Expulsar a los Bárbaros"), parte del Sonnō jōi, que había servido para justificar la expulsión del Shogunato Tokugawa.
La Provincia Hizen que contaba con una gran población de samuráis, fue el centro del malestar en contra del gobierno. Los samuráis de más edad formaron grupos políticos para oponerse contra el expansionismo y la “occidentalización”, haciendo un llamado a regresar al viejo orden feudal. Los samuráis más jóvenes organizaron el partido político Seikantō el cual se pronunciaba por el militarismo y la invasión de Corea.

## Preludio
Etō Shimpei, antiguo Ministro de Justicia y consejero del nuevo Gobierno Meiji renunció a sus puestos públicos en 1873 como protesta en contra del rechazo del gobierno a orquestar una invasión a Corea (Seikanron). Etō ayudó a Itagaki Taisuke a organizar el partido político Aikoku Kōtō, además de ayudarlo a redactar el “Memorial Tosa”, un documento sumamente crítico contra el gobierno. En enero de 1874, frustrado por la negativa del gobierno a llevar a cabo sus propuestas, regresó a su ciudad natal Saga donde tanto los tradicionalistas y los samuráis del Seikantō se unieron para apoyarlo.
Alarmado por los crecientes rumores acerca de éstos inconformes, el ministro de Estado Ōkubo Toshimichi envió a Iwamura Takatoshi a Saga para que restaurara el orden público. Én el barco en que fue enviado Iwamura, viajaba también el antiguo gobernador de la Prefectura de Akita, Shima Yoshitake, quien por una serie de diferencias con Iwamura durante el viaje, optó por apoyar y apostar al movimiento de Etō y sus rebeldes.

## La rebelión

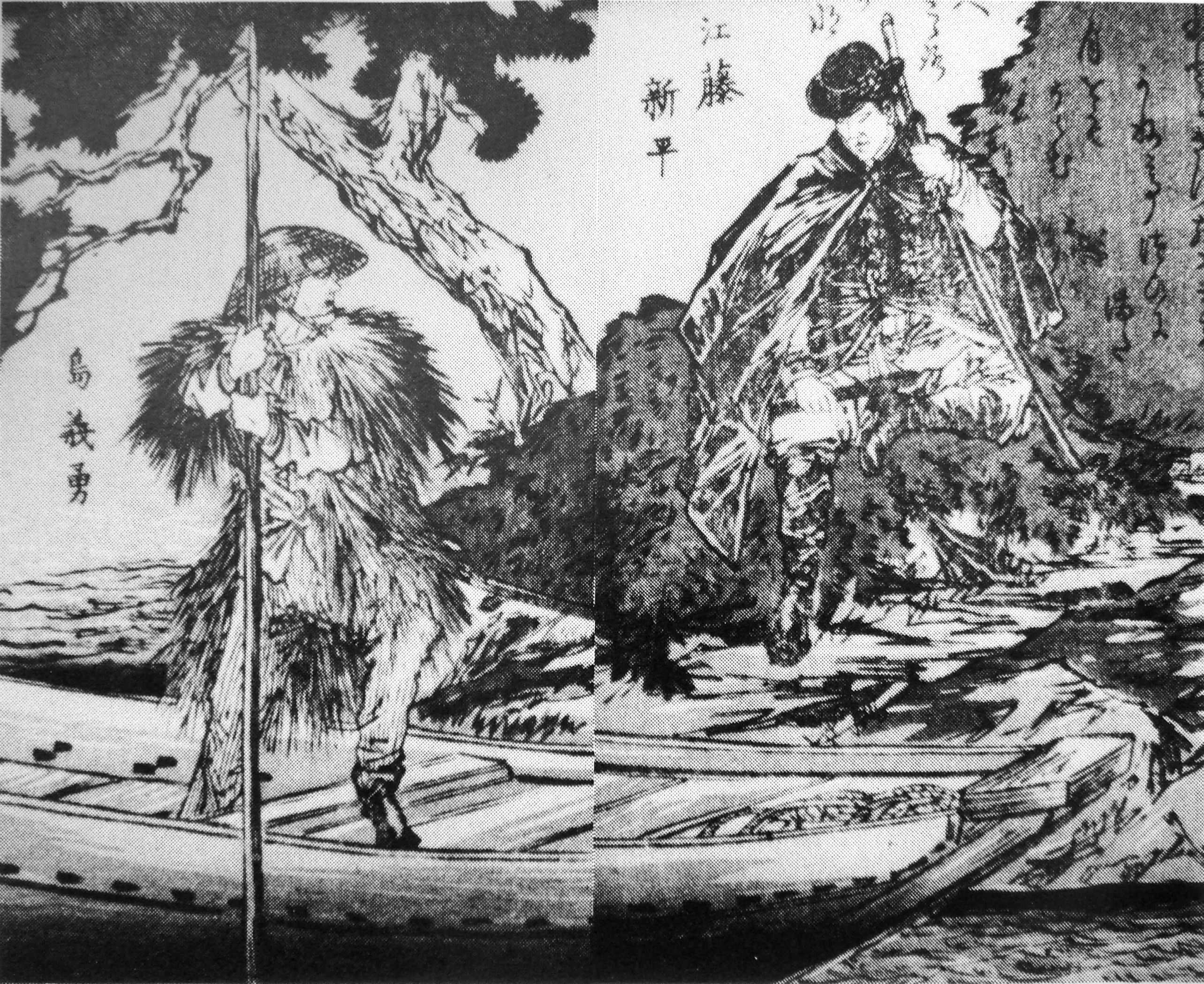
Eto Shimpei y Shima como fugitivos 1874.

Etō decidió actuar el 16 de febrero de 1874 atacando el banco local y ocupando oficinas gubernamentales que se encontraban en territorio del  Castillo Saga. Etō esperaba que los samuráis de Satsuma y de la Provincia de Tosa protagonizaran insurrecciones similares al escuchar las noticias de esto, pero contrario a lo que esperaba permanecieron el calma.
El 19 de febrero Ōkubo estableció sus cuarteles militares en Hakata e hizo pública una proclamación condenando los hechos y catalogando a los rebeldes de Saga como traidores. Al día siguiente las tropas del gobierno marcharon hacia Saga. Después de perder la batalla en los linderos de Saga y de Fukuoka el 22 de febrero, Etō decidió desarticular su ejército ya que se dio cuenta de que continuar las hostilidades sólo resultaría en más muertes innecesarias para sus seguidores.
Etō habló con sus seguidores y les comentó sus planes de escapara a Kagoshima y buscar el apoyo de Saigō Takamori y sus seguidores; si Saigō no le brindaba su apoyo, intentaría lo mismo en Tosa; finalmente, si en Tosa también se negaban, se dirigiría a Tokio donde cometería seppuku.
Aunque los rebeldes de Saga quedaron desmoralizados por la huida de Etō, continuaron la lucha, donde se efectuó una de las luchas más sangrientas en las calles de Saga el 27 de febrero. Shima, que había anunciado que lucharía hasta el final para defender el castillo Saga, huyó esa misma noche hacia Kagoshima. El ejército del gobierno asedio el castillo Saga el 1 de marzo.
Se hicieron circular órdenes de aprehensión en contra de Etō y Shima y ahora Etō  era prófugo de la policía que el mismo había ayudado a crear. El apoyo le fue negado en Kagoshima por lo que se dirigió a Tosa en un barco pesquero donde fue recibido fríamente. Mientras intentaba conseguir un barco que lo llevara a Tokio fue aprendido finalmente el 28 de marzo.
Dado que la estima era alta hacia Etō en el país, Sanjo Sanetomi le escribió a Ōkubo con el fin de recordarle que las motivaciones de Etō no eran malvadas, Kido Takayoshi también le escribió para sugerir que fuera reclutado en la nueva Expedición a Taiwán de 1874 pero Ōkubo se mantuvo firme en la postura de que se debía sentar un precedente por lo que Etō y Shima fueron sometidos a un tribunal militar el 8 de abril de 1874 y fueron ejecutados junto con los otros once líderes de la revuelta al día siguiente. Etō fue decapitado por órdenes de Ōkubo y su cabeza fue exhibida públicamente, lo que constituía un castigo humillante para la clase samurái. Se tomaron diversas fotografías y comenzaron a ser comercializadas a lo largo de Tokio por lo que más tarde el gobierno su compra y pidió a los compradores que éstas fueran devueltas. Ōkubo sin embargo no acató esta orden y mantenía una copia de la fotografía colgada en la recepción de la oficina del Ministerio del Estado.

## Consecuencias
Aunque el levantamiento armado de Saga fue suprimido por la fuerza, los problemas que originaron este movimiento no fueron solucionados. Kyūshū continuó siendo agitado por distintos sectores que se oponían a las medidas del nuevo gobierno en la década de los 1870’s, que culminó con la Rebelión de Satsuma.